# Ehre (Roman)
Ehre (russischer Originaltitel: Честь, Tschest) ist ein 1937 und 1938 in Fortsetzungen erschienener Roman von Anton Makarenko.

## Inhalt
Die Handlung ist in dem überwiegend von Arbeitern bewohnten Ort Kostroma angesiedelt, der nicht mit dem realen Kostroma identisch ist. Der Ort grenzt an eine gutbürgerliche und nicht namentlich genannte Stadt. Hauptperson ist Alexej Semjonowitsch Teplow, genannt Aljoscha, Sohn des Drehers Semjon Maximowitsch und der Hausfrau Wassilissa Petrowna Teplow. Trotz der Armut seiner Familie kann Aljoscha das Institut für Zivilingenieure in Petrograd besuchen, indem er Geld durch Nachhilfestunden und das Schreiben von Aufsätzen für Mitschüler verdient. Er ist außerdem sehr auf seine Ehre bedacht, was innerhalb seines Kostromaer Freundeskreises zu kleinen Reibereien führt.
Als der Erste Weltkrieg ausbricht, steht Aljoscha im Zwiespalt zwischen Patriotismus und Ablehnung der Monarchie. Er zieht letztlich in den Krieg, wird zum Oberleutnant befördert und kommandiert ein Regiment. Bei einem Angriff erleidet der junge Mann eine Knieverletzung und einen Nervenschock. Er wird in ein Lazarett in seiner Heimatstadt gebracht, seine Heilung ist aber mühsam und langwierig. Während der Genesungsphase stoßen auch sein ehemaliger Offiziersbursche Stepan Koldunow und der ebenfalls verwundete Artilleriehauptmann Michail Antonowitsch Boiko zu ihm. Sie ziehen zusammen bei den Teplows ein. Da Boiko nicht weiß, wie es mit ihm weitergehen soll, macht er sich zunächst im Haushalt nützlich und bringt Wassilissa Petrowna das Lesen bei.
Vor Ort gewinnen derweil die Bolschewiki immer mehr an Zustimmung. Als Aljoscha zu einem Treffen der örtlichen Offiziere eingeladen wird, zeigt er sich dort, zur Entrüstung der anderen Anwesenden, ebenfalls als Gegner des monarchistischen und bürgerlichen Blocks. Kurz darauf wird der ehemalige Leutnant zum Kommandeur der örtlichen Roten Garde ernannt und tritt auf Drängen des Vaters auch in die Partei ein. Seinem Zuspruch folgend erhalten auch Frauen Zugang zu den örtlichen roten Truppen. Über Dritte erfährt Aljoscha, dass Semjon während der Revolution von 1905 an Streiks beteiligt war. Der schweigsame, strenge Dreher selbst hatte mit seinem Sohn nie darüber oder über seine politische Einstellung gesprochen.
Nachdem der Eigentümer des Metallverarbeitungsbetriebes, in dem auch der Vater angestellt ist, diesen schließt und die Arbeiter entlässt, übernehmen die Beschäftigten selbst die Produktion. Außerdem wird in Kostroma ein Kulturklub eingerichtet, wofür insbesondere Nina Petrowna Ostroborodko, Tochter eines wohlhabenden Arztes aus der Stadt, verantwortlich zeichnet. Aljoscha empfindet für sie, ist aber zunächst von den Gefühlen für Nina und für seine Jugendfreundin Tanja hin- und hergerissen.
Der Vorsitzende des Stadtsowjets Bogomol, Mitglied der Sozialrevolutionäre, steht den Bolschewiki feindlich gegenüber und ruft ein Bataillon der Armee herbei. Befehligt wird dieses von Viktor Ossipowitsch Troizki, dem Sohn des örtlichen Popen und ehemaligen Verlobten von Nina. Die Soldaten, überwiegend Bauern, sympathisieren aber auch mit der neuen Bewegung und als sie von Stepan und Aljoschas Freund Pawel Barabbas erfahren, wer ihr Kommandeur eigentlich ist, flieht der Offizier.
Durch ein Telegramm von Sergej Bogatyrtschuk, einem weiteren Jugendfreund Aljoschas, erfahren die Menschen vor Ort kurz darauf von der Oktoberrevolution. Bogomol bestellt ein Frontregiment mit zwei Kanonen nach Kostroma, was aber von den Bolschewiki durch ein abgefangenes Telegramm entdeckt wird. Der Sowjetvorsitzende wird daraufhin verhaftet.
Die feindlichen Truppen kampieren in der Nachbarstadt, wo sich Stepan bei ihnen einschleust und für die Bolschewiki agitiert. Zurück bei seinen Verbündeten macht er diesen Mut, dass die Gegner desertieren werden, zumal viele von ihnen aus der Nähe stammen. Tatsächlich ziehen einige Regimentsmitglieder kurz darauf durch Kostroma in Richtung ihrer Heimatdörfer. Aljoscha ist jedoch misstrauisch, da unklar ist, wie viele Soldaten die Truppe verlassen haben, was ihre Vorgesetzten planen und ob Maschinengewehre in der Stadt positioniert sind. Zusammen mit den Gardemitgliedern Marusja und Warja geht er inkognito in die Stadt, um die Verhältnisse zu klären. Troizki entdeckt allerdings den jungen Bolschewiken und lässt ihn verhaften. Ein Standgericht wird vorbereitet, jedoch besetzen die Rotgardisten kurz darauf den Ort. Troizki, der sich in diesem Moment in Aljoschas Zelle aufhält, zieht einen Revolver, wird aber vom eintreffenden Stepan erschossen.
Am Ende fährt die örtliche Rote Garde zur Gouvernementverwaltung, um in eine größere Abteilung eingegliedert zu werden. Unter den Truppenmitgliedern sind Boiko und Aljoscha. Dieser hat sich mittlerweile für eine Zukunft mit Nina entschieden.

## Entstehung und Veröffentlichung
Makarenko begann mit der Arbeit an Ehre im Jahr 1937 und beendete sie im Februar 1938. Der erste Teil des Werks erschien in den Ausgaben 11 und 12/1937 der Zeitschrift Oktjabr, der zweite Teil folgte in den Nummern 1, 5 und 6/1938. Beim Staatsverlag für Schöne Literatur sollte auch eine Einzelausgabe erscheinen, für die bereits die Mettage erstellt wurde. Makarenko nahm hier kleine Änderungen im Aufbau vor, sodass der erste Teil 36 Kapitel und der zweite Teil 46 Kapitel enthält.
Sowohl dieser Entwurf als auch zwei weitere erhaltene Fassungen, eine handschriftliche und eine maschinengeschriebene, wurden später im Makarenko-Archiv hinterlegt. Die Handschrift enthält die ersten 26 Kapitel des ersten Teils und das elfte und letzte Kapitel des zweiten Teils. Das Typoskript umfasst lediglich die ersten neun Kapitel und den Anfang des zehnten aus dem ersten Teil. Im Vergleich zur Handschrift sind einige Korrekturen vorgenommen. Die für die Einzelausgabe vorgesehene Fassung ist gegenüber dem Maschinenmanuskript stilistisch nochmals geändert.
1952 erschien die endgültige Version im sechsten Teil der Werkausgabe Makarenkos in der Sowjetunion. In deutscher Sprache wurde selbige acht Jahre später beim Volk und Wissen Verlag publiziert.

## Selbstbetrachtung
In seinem Aufsatz Gegen die Schablone, der am 30. Juni 1938 in der Literaturnaja gaseta erschien, bezeichnete Makarenko selbst den Roman als „schwaches Werk“. In einem für die  Oktjabr geschriebenen Beitrag wiederholte der Autor seine Selbstkritik, verwahrte sich aber auch gegen den in der Zeitschrift Литературный критик (Literaturny kritik) geäußerten Vorwurf des Chauvinismus gegenüber dem ersten Teil des Romans.

## Adaption
1978 wurde der Roman fürs Leningrader Radio als Hörspiel adaptiert.